# Odontella clavata
Odontella clavata är en urinsektsart som beskrevs av Christiansen och Bellinger 1980. Odontella clavata ingår i släktet Odontella och familjen Odontellidae. Inga underarter finns listade i Catalogue of Life.